# از میان تاریکی
از میان تاریکی (به کره‌ای: 악의 마음을 읽는 자들; انگلیسی: Through the Darkness) یک مجموعه تلویزیونی محصول کره جنوبی در سال ۲۰۲۲ با بازی کیم نام گیل، جین سون کیو و کیم سو-جین است. این مجموعه بر پایهٔ یک کتاب ناداستان با همین نام به نویسندگی کوان ایل یونگ، اولین پروفایلر جنایی کره جنوبی و کو نا مو، خبرنگاری که نویسنده شد، است که تجربیات میدانی کوان ایل یونگ را بیان می‌کند. این مجموعه از ۱۴ ژانویه تا ۱۲ مارس ۲۰۲۲، روزهای جمعه و شنبه ساعت ۲۲:۰۰ (کی‌اس‌تی) از اس‌بی‌اس برای ۱۲ قسمت پخش شد.

## خلاصه داستان
این مجموعه دربارهٔ یک پروفایلر جنایی است که ذهن قاتل‌های سریالی را می‌خواند.

## بازیگران

### اصلی
- کیم نام گیل در نقش سونگ ها یونگ[۷]
- جین سون کیو در نقش گوک یونگ سو[۷]
- کیم سو جین در نقش یون ته گو[۵]

## انتشار
در ابتدا گزارش شده بود که احتمالاً این مجموعه در اکتبر ۲۰۲۱ پخش می‌شود. با این حال، بعداً در نوامبر تأیید شد که این مجموعه در ۱۴ ژانویه ۲۰۲۲ پخش خواهد شد.